# Onda d'urto

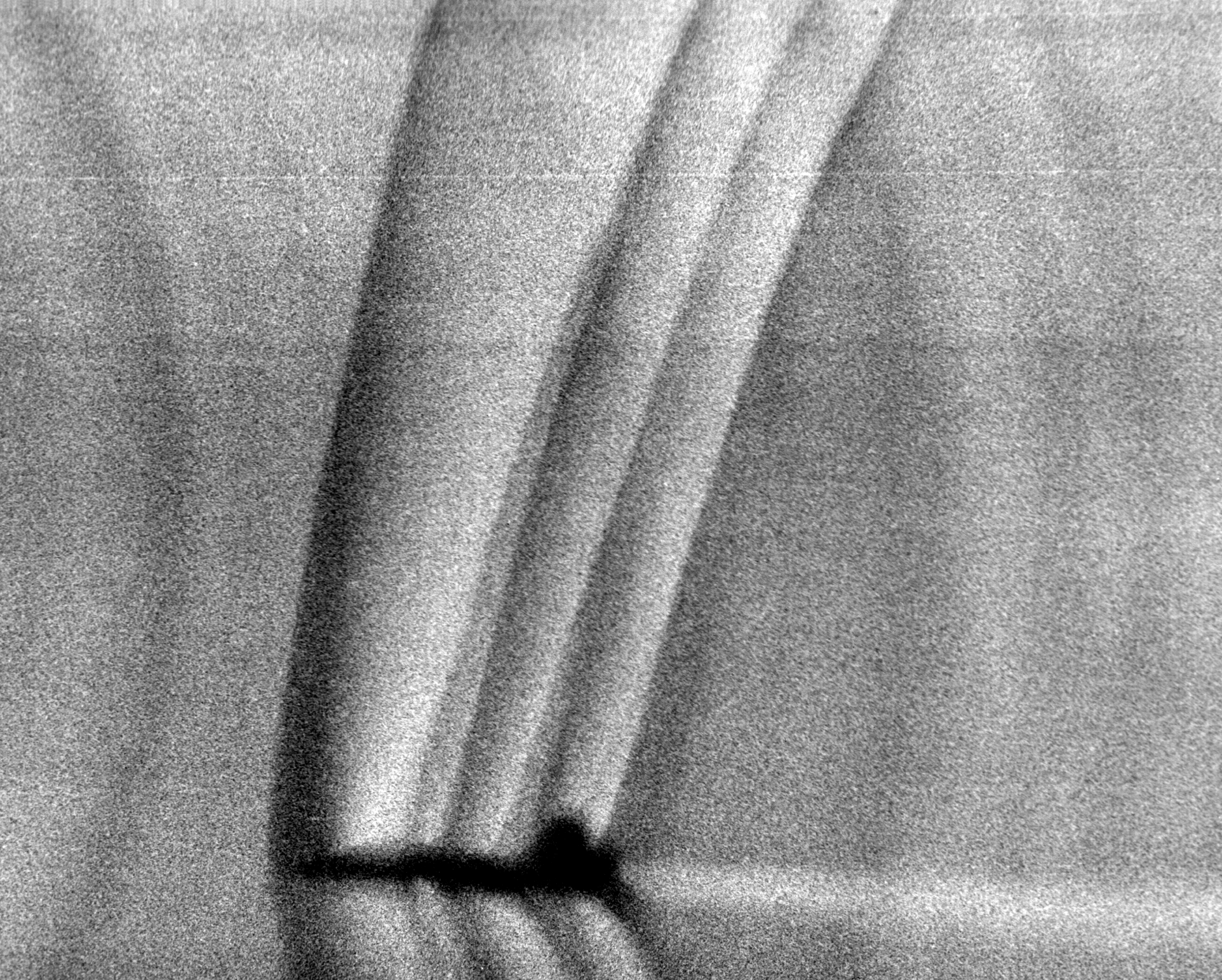
Onde d'urto prodotte da un Northrop T-38 Talon durante il volo, 13 dicembre 1993 Wallops Island, Virginia. Strioscopia di Leonard Weinstein del Langley Research Center della NASA.

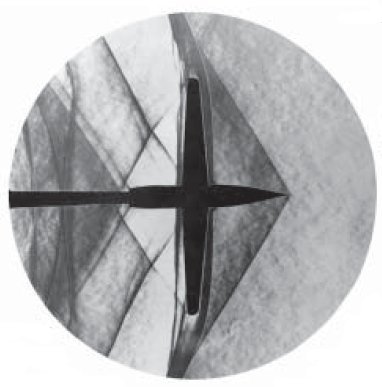
Compressione a Mach 1,2 osservata mediante strioscopia. (Immagine: NASA)

In fluidodinamica e aerodinamica con il termine onda d'urto si indica un sottile strato di forte variazione dei campi di pressione, temperatura, densità e velocità del fluido. Tale sottile spessore, dell'ordine di 10 nm, viene modellato matematicamente come una discontinuità di prima specie (salto finito).

## Tipologie
Un'onda d'urto può essere normale oppure obliqua alla direzione della velocità relativa tra onda e corrente, e può altresì essere stazionaria oppure spostarsi rispetto a un corpo che la genera. Le onde sonore, essendo identificabili come piccoli disturbi di pressione e di velocità, in quanto queste ultime grandezze sono legate nelle equazioni che governano il fenomeno, rappresentano delle onde d'urto che, per la loro bassa intensità, possono essere considerate isoentropiche, cioè onde che non modificano sensibilmente l'entropia del flusso che le attraversa o che attraversano (sono anche dette onde di Mach). Il meccanismo delle onde d'urto oblique è in grado di deviare un flusso supersonico.
Di particolare interesse sono anche le onde d'urto adiabatiche, cioè quelle che si possono verificare in una corrente di fluido animata da moto omoenergetico.

## Onda d'urto normale

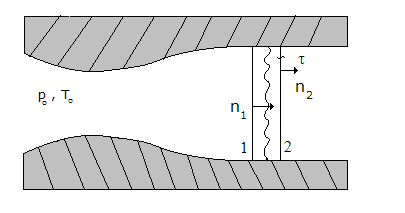

Si consideri la figura a destra. Si immagini un serbatoio a monte del condotto di figura che per qualche motivo si svuoti generando un flusso di fluido (che considereremo gas perfetto) all'interno del condotto. Dette 1 e 2 le due sezioni di controllo, detta {\displaystyle T_{0}} la temperatura totale nel serbatoio, e {\displaystyle p_{0}} la pressione totale, detto {\displaystyle \tau } il volume di controllo, e siano le variazioni di sezione fra 1 e 2 trascurabili, individuando con {\displaystyle {\vec {n}}_{1}} la normale alla sezione 1 e con {\displaystyle {\vec {n}}_{2}} alla sezione 2, si immagini che, a causa delle condizioni di pressione a valle del condotto, o delle condizioni di raccordo del condotto stesso, il fluido sia costretto a cambiare repentinamente le sue proprietà di pressione, velocità e temperatura all'interno di un piccolo volume (indicato appunto con {\displaystyle \tau }).
Chiameremo questa zona di discontinuità onda d'urto normale.
Supponendo il flusso stazionario, e cioè nulle le derivate delle quantità rispetto al tempo, facciamo il bilancio della massa e della quantità di moto. Ipotizzando un flusso all'ingresso del volume di controllo supersonico unidimensionale, indicheremo con ρ la densità del fluido, con u la velocità e con A la sezione.
Bilancio di massa:
{\displaystyle \rho _{1}u_{1}A_{1}=\rho _{2}u_{2}A_{2}}.
Coincidendo {\displaystyle A_{1}} con {\displaystyle A_{2}} il bilancio diviene
{\displaystyle \rho _{1}u_{1}=\rho _{2}u_{2}=J}
dove J è la densità di corrente massica, una costante invariante a monte e a valle del volume di controllo.
Bilancio della quantità di moto:
{\displaystyle A_{2}(p_{2}+\rho _{2}u_{2}^{2}){\vec {n}}_{2}-A_{1}(p_{1}+\rho _{1}u_{1}^{2}){\vec {n}}_{1}={\vec {R}}+M{\vec {g}}}
Abbiamo indicato con {\displaystyle {\vec {R}}} la risultante delle azioni del condotto sul fluido, con M la massa di fluido, e con {\displaystyle {\vec {g}}} l'accelerazione di gravità.
Trascuriamo ora il peso del fluido e l'azione del condotto sul fluido stesso, agendo essa sull'area laterale del volume, di ordine inferiore rispetto alle aree frontali. Dunque poiché {\displaystyle A_{1}=A_{2}} e {\displaystyle {\vec {n}}_{1}={\vec {n}}_{2}} allora il bilancio della quantità di moto diviene semplicemente {\displaystyle p_{2}+\rho _{2}u_{2}^{2}=p_{1}+\rho _{1}u_{1}^{2}=H} ovvero il carico idraulico è invariante a monte e a valle del volume di controllo.
Facciamo ora il bilancio dell'energia:
{\displaystyle \rho _{2}A_{2}u_{2}h_{02}-\rho _{1}A_{1}u_{1}h_{01}=M{\dot {Q}}} dove {\displaystyle h_{0}} è l'entalpia totale e {\displaystyle {\dot {Q}}} la potenza termica introdotta. Essendo {\displaystyle {\dot {Q}}=0} (condotto adiabatico) semplicemente {\displaystyle h_{02}=h_{01}=h_{0}}.
Abbiamo dunque tre invarianti: J, H, e {\displaystyle h_{0}}. Ricordiamo la definizione di velocità del suono critica {\displaystyle a_{c}}:
{\displaystyle ((\gamma -1)/2)u^{2}=a_{0}^{2}=((\gamma +1)/2)a_{c}^{2}.}
Si è indicata con {\displaystyle a_{0}} la velocità del suono ad entalpia totale e {\displaystyle \gamma ={\frac {c_{p}}{c_{v}}}} è il coefficiente isoentropico.
Inoltre {\displaystyle a^{2}=\gamma rT=\gamma {\frac {u}{J}}(H-Ju)} e dunque giungiamo all'equazione che regola le onde d'urto normali:
{\displaystyle u^{2}-{\frac {2\gamma }{\gamma +1}}{\frac {H}{J}}u+a_{c}^{2}=0.}
Chiamiamo {\displaystyle u_{1}} e {\displaystyle u_{2}} le due soluzioni dell'equazione (reali e distinte oppure reali e coincidenti), poiché per la nota proprietà delle equazioni di secondo grado {\displaystyle u_{1}u_{2}=a_{c}^{2}}, allora in un urto normale è {\displaystyle M_{1}cM_{2}c=1}, dove con {\displaystyle M_{c}} abbiamo indicato il numero di Mach critico, definito come {\displaystyle M_{c}={\frac {u}{a_{c}}}}. Da questa relazione notiamo subito che un flusso attraverso un'onda d'urto normale passa da supersonico a subsonico o viceversa (ma quest'ultima alternativa è impossibile perché viola il 2º principio della termodinamica). 

### Urto normale
La relazione che lega i numeri di Mach "veri" è la seguente:
{\displaystyle M_{2}^{2}={\dfrac {1+{\dfrac {\gamma -1}{2}}M_{1}^{2}}{\gamma M_{1}^{2}-{\dfrac {\gamma -1}{2}}}}.}
Osservando tale relazione si nota che per {\displaystyle M_{1}\to \ 1} allora anche {\displaystyle M_{2}\to \ 1} (in questo caso avremo una zona di debole discontinuità, fenomeno quasi isoentropico chiamato "onda di Mach"). Se invece {\displaystyle M_{1}\to \ \infty } allora {\displaystyle M_{2}\to \ \left({\dfrac {\gamma -1}{2\gamma }}\right)^{\frac {1}{2}}}.
Per quanto riguarda le velocità:
{\displaystyle {\dfrac {u_{1}}{u_{2}}}={\dfrac {\gamma +1}{2}}{\dfrac {M_{1}^{2}}{1+{\dfrac {\gamma -1}{2}}M_{1}^{2}}}}
La velocità dunque attraverso un urto normale diminuisce.
Per le pressioni:
{\displaystyle {\frac {p_{2}-p_{1}}{p_{1}}}={\frac {2\gamma }{\gamma +1}}(M_{1}^{2}-1).}
La pressione aumenta, dunque, attraverso l'onda.
Dalla legge di Poisson si ricava poi:
{\displaystyle {\frac {p_{01}}{p_{02}}}=\left[1+{\frac {2\gamma }{\gamma +1}}(M_{1}^{2}-1)\right]^{\frac {1}{\gamma -1}}\left[{\frac {(\gamma -1)M_{1}^{2}+2}{(\gamma +1)M_{1}^{2}}}\right]^{\frac {\gamma }{\gamma -1}}}
Se {\displaystyle M_{1}>1} allora anche {\displaystyle p_{01}>p_{02}} e viceversa se {\displaystyle M_{1}<1}. Indicando con {\displaystyle \sigma } l'entropia, poiché {\displaystyle \Delta \sigma =\sigma _{2}-\sigma _{1}=r\ln \left({\frac {p_{01}}{p_{02}}}\right)} e che {\displaystyle \Delta \sigma >0} per il secondo principio della termodinamica, allora è che {\displaystyle p_{02}<p_{01}} e dunque {\displaystyle M_{1}>1}. Sono dunque possibili onde d'urto normali solo con flusso in ingresso supersonico. 
Per quanto riguarda la temperatura:
{\displaystyle p_{1}u_{1}-p_{2}u_{2}=Jr(T_{1}-T_{2})}
Da cui {\displaystyle T_{1}<T_{2}} perché il primo membro dell'equazione detta è negativo. Dunque la temperatura aumenta attraverso l'onda.

## Onde d'urto oblique
Le onde d'urto oblique sono zone di discontinuità del campo fluidodinamico poste con un angolo diverso da 90° rispetto al flusso. Considerando la figura a destra, si chiami v la velocità di un sistema di riferimento che trasli senza accelerare rispetto ad un'onda d'urto normale. Chiamo {\displaystyle u_{1}} la velocità del fluido in ingresso rispetto ad un riferimento fermo, mentre {\displaystyle w_{1}} la velocità vista secondo il sistema di riferimento traslante. L'osservatore solidale con il sistema di riferimento traslante vede entrare un flusso con angolo {\displaystyle \beta } rispetto all'onda, e lo vede uscire deviato di un angolo {\displaystyle \theta }. Rispetto alla trattazione fatta nel paragrafo precedente, cambieranno le quantità relative alle velocità, ma non quelle relative all'entalpia o all'entropia. Chiamo {\displaystyle h_{0}=h+{\frac {w_{1}^{2}}{2}}} la nuova entalpia totale, sempre invariante, mentre individuo in {\displaystyle h_{0n}=h+{\frac {u_{1}^{2}}{2}}} l'entalpia totale relativa alla parte normale della velocità del fluido. Poiché energeticamente non è cambiato nulla rispetto alla situazione precedente, il salto di entropia sarà lo stesso.

### Relazioni per le onde d'urto oblique
Dunque la relazione che lega il numero di Mach d'entrata e uscita nel sistema di riferimento mobile sarà:
{\displaystyle M_{2}^{2}\mathrm {sen} ^{2}(\beta -\theta )={\frac {1+{\frac {\gamma -1}{2}}M_{1}^{2}\mathrm {sen} ^{2}(\beta )}{\gamma M_{1}^{2}\mathrm {sen} ^{2}(\beta )-{\frac {\gamma -1}{2}}}}}
{\displaystyle M_{1n}>1} implica che {\displaystyle M_{1}\mathrm {sen} (\beta )>1\Rightarrow \ \mathrm {sen} (\beta )\geq \ {\frac {1}{M_{1}}}=\mathrm {sen} (\mu _{1})\Rightarrow \ \beta \geq \ \mu _{1}} dove {\displaystyle \mu _{1}} è l'angolo del cono di Mach a monte dell'onda.
Il salto di densità è dato da:
{\displaystyle {\frac {\rho _{2}}{\rho _{1}}}={\frac {{\frac {\gamma +1}{2}}M_{1}^{2}\mathrm {sen} ^{2}(\beta )}{1+{\frac {\gamma -1}{2}}M_{1}^{2}\mathrm {sen} ^{2}(\beta )}}}
La pressione varia secondo la relazione:
{\displaystyle {\frac {p_{2}-p_{1}}{p_{1}}}={\frac {2\gamma }{\gamma +1}}(M_{1}^{2}\mathrm {sen} ^{2}(\beta )-1)}

#### Relazione fra angolo di deviazione del flusso e angolo di inclinazione dell'onda obliqua
La relazione tra {\displaystyle \theta } e {\displaystyle \beta } è la seguente:
{\displaystyle \tan(\theta )=2\cot(\beta ){\frac {M_{1}^{2}\mathrm {sen} ^{2}(\beta )-1}{M_{1}^{2}(\gamma +\cos 2(\beta ))+2}}}

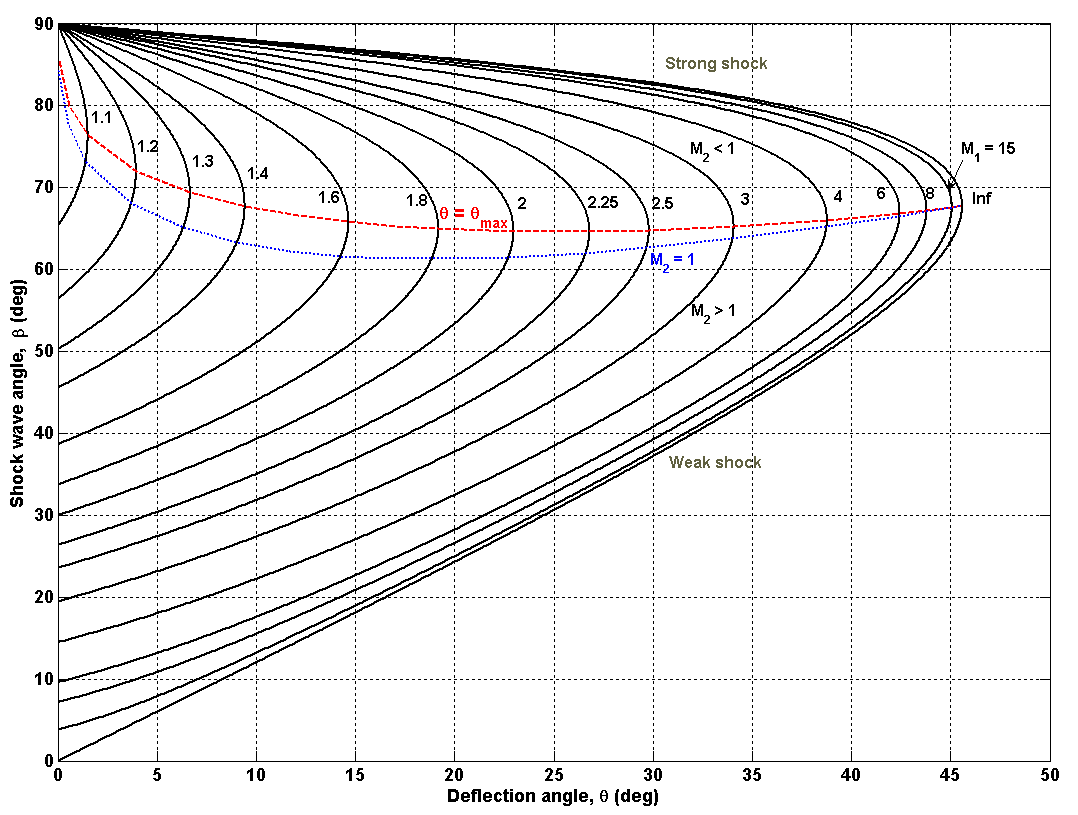
Relazione tra l'angolo di deflessione del flusso l'angolo di inclinazione dell'urto.

Fissato un certo Mach in ingresso, come si vede dal grafico data la svolta {\displaystyle \theta } esistono due possibili soluzioni: una con il flusso in uscita supersonico ed una con flusso in uscita subsonico (una con {\displaystyle \beta } maggiore, ed una con {\displaystyle \beta } minore). Inoltre si individua un angolo di svolta massimo, indicato nel grafico come {\displaystyle \theta _{max}}. Il significato fisico di questo angolo massimo è molto importante e si intuisce immediatamente che un flusso supersonico deviato da un'onda obliqua non potrà effettuare svolte superiori al {\displaystyle \theta _{max}} indicato in figura.